# Гранди, Ирене
Ире́не Гра́нди (итал. Irene Grandi; род. 6 декабря 1969 года) — итальянская певица.
Первая известность пришла к Ирене в 1994 году после того, как она приняла участие в Фестивале Санремо в номинации «Новые голоса» (итал. Nuove Proposte) с композицией «Fuori». В 2000 году стала обладательницей второго места на Фестивале Санремо с композицией «La tua ragazza sempre», которую для неё написали Васко Росси и Гаэтано Куррери.

## Биография

### 1990-е годы

#### 1992: Начало музыкальной карьеры и Санремо Джовани
Свою музыкальную карьеру Ирене начала в конце 80-х. Будучи солисткой различных музыкальных коллективов, выступала в барах и пабах Тосканы.
Одно из первых официальных телевизионных выступлений Ирене состоялось 20 ноября 1993 года на передаче «Roxy Bar». Первый сингл «Un motivo maledetto», написанный и представленный в 1993 году в сотрудничестве с Телонио, привлекает внимание продюсера Дадо Парисини. «Un motivo maledetto» была представлена в качестве конкурсной песни для Санремо Джовани и впоследствии также попадает в ротации радиостанций. На эту композицию Ирене снимает свой первый видеоклип.

#### Первые альбомы и успех в Германии
В 1994 году Ирене приняла участие в Фестивале Санремо в категории для молодых артистов с песней «Fuori». В том же году выходит дебютный альбом «Irene Grandi», который включает в себя 8 неизданных песен и кавер на «(You Make Me Feel Like) A Natural Woman». Авторами песни «T.V.B.» являются Джованотти и Телонио, а «Sposati! Subito!» была написана в соавторстве с Эросом Рамаццотти.
Продвижение альбома осуществлялось не только на территории Италии, но и за рубежом. Так для немецкого рынка была выпущена специальная версия альбома, которая включала в себя композицию «Weil du anders bist», записанную вместе с Клаусом Лаге. Этот дуэт имел успех в Германии.
В 1996 году Ирене решается попробовать себя в кино. Вместе с Дьего Абатантуоно она играет роль ангела-хранителя в фильме «Il barbiere di Rio» режиссёра Джованни Веронези.
Весной 1998 года выходит её второй альбом для зарубежного рынка. На этот раз альбом был направлен на Испанию. Альбом являлся сборником лучших песен Ирене, которые она исполнила на испанском языке.

### 2000-е годы

#### 2000: «La tua ragazza sempre»
В 2000 году Ирене принимает участие в Фестивале Санремо в основной категории с композицией «La tua ragazza sempre», которую написал для неё Васко Росси. Это первое сотрудничество Ирене и Васко Росси. Также соавтором Росси является Гаэтано Куррери солист группы Stadio. В финале Санремо «La tua ragazza sempre» заняла второе место, что в настоящий момент является лучшим результатом для Ирене за всё время её участия в фестивале.
После Санремо Ирене присоединился к труппе «Pavarotti and Friends». В дуэте с самим Лучано Паваротти Ирене исполнила новую версию песни «Guarda che luna».

#### 2007: успех «Bruci la città»

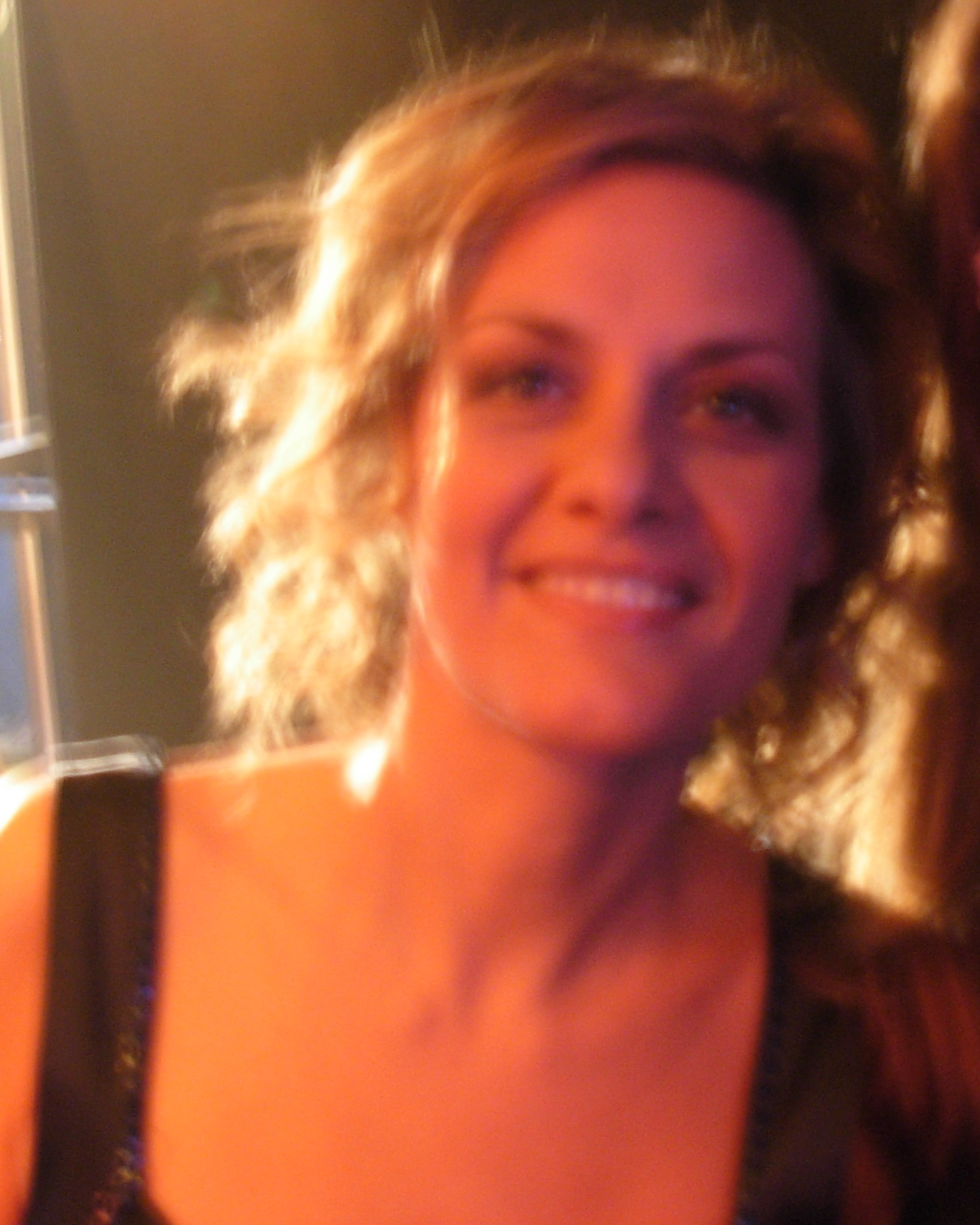
Ирене Гранди в 2007 году

11 мая 2007 года выходит сборник «Irenegrandi.hits», который состоит из 34 треков на двух дисках. Первый диск содержал в себе песни, выпущенные до 2001 года, второй диск содержал в себе неизданные ранее песни «Bruci la città» и «La finestra». Изначально «Bruci la città» была написана специально для Фестиваля Санремо 2007, но организаторы фестиваля того года отклонили заявку Ирене. Несмотря на это «Bruci la città» снискала большой успех у слушателей, получив платиновый статус. Позже организаторы фестиваля неоднократно отрицали информацию о том, что они получали диск с данной композицией для прослушивания. Авторами «Bruci la città» являются Ирене и Франческо Бьянкони солист группы Baustelle.

#### 2008: «Canzoni per Natale»
14 ноября 2008 года в iTunes становится доступная композиция «Bianco Natale». Песня стала первым синглом с рождественского альбома «Canzoni per Natale», который вышел 28 ноября 2008 года на лейбле Warner Music. Ирене стала первой женщиной в Италии, которая решила выпустить рождественский музыкальный альбом. Было продано более 105 тысяч копий диска, альбом получил платиновый статус.

### 2010-е годы

#### 2010—2011: Санремо, «Alle porte del sogno» и другие проекты
18 декабря 2009 года было официально объявлено об участии Ирене Гранди в 60-м Фестивале Санремо с песней «La cometa di Halley». 
На Санремо 2010 в четвёртый конкурсный день Ирене исполнила свою конкурсную песню в дуэте с музыкантом и актёром Марко Коччи. В финале фестиваля Ирене заняла 8-е место.
19 февраля 2010 выходит восьмой студийный альбом «Alle porte del sogno». Ирене стала соавтором почти всех песен с этого альбома. Альбом попал в список 100 самых продаваемых альбомов, в том числе благодаря успеху одноимённого сингла, который стал большим летним хитом в Италии в 2010 году.
Осенью был выпущен сингл «Figli delle stelle», который является кавером на песню Алана Сорренти. 19 января 2011 вышла книга «I Baustelle mistici dell’Occidente» в которой рассказывается о сотрудничестве группы Baustelle с «женщинами музыки», в том числе и с Ирене Гранди. В том же году Ирене вместе с детским хором Piccolo Coro dell’Antoniano выступает с песней «Ciao Foresta».

#### 2012: сотрудничество со Стефано Боллани
17 июля 2012 года лейбл Carosello сообщил о том, что Ирене совместно с композитором и пианистом Стефано Боллани записали альбом «Irene Grande & Stefano Bollani», в который вошли каверы и неизданные ранее композиции.[1] Альбом дебютировал с 5-й позиции в чарте FIMI.

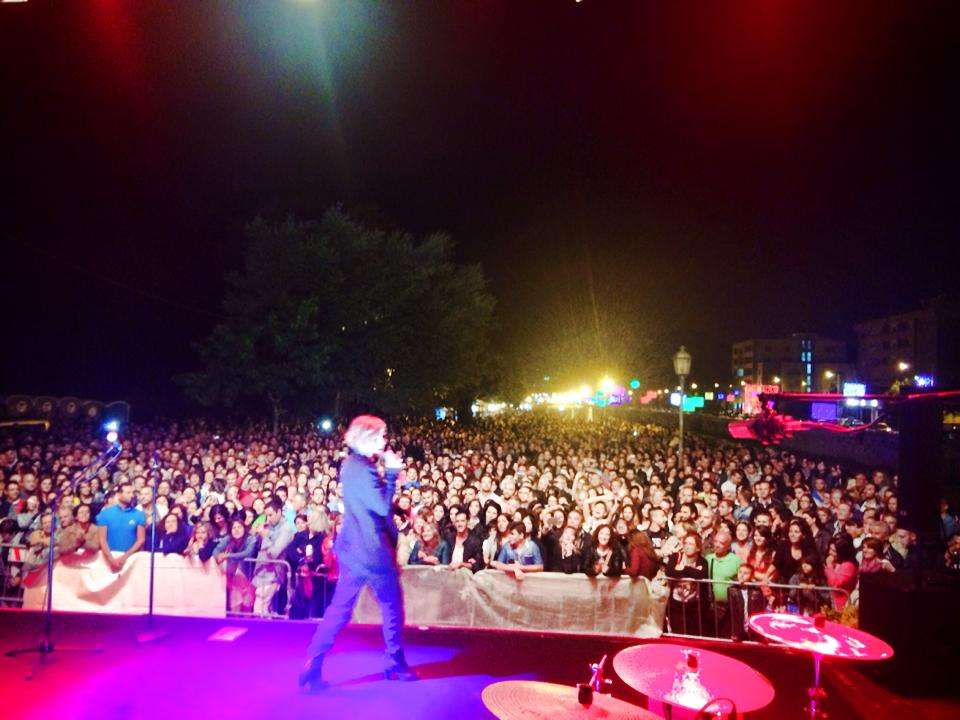
Ирене Гранди на концерте в Козенце (2014)

#### 2015: возвращение на Санремо и новый альбом
14 декабря 2014 года стало известно об участии Ирене в Фестивале Санремо 2015 с композицией «Un vento senza nome», которая также ознаменовала скорый выход одноимённого альбома. Альбом вышел в свет 12 февраля 2015 года, а в итоговой таблице фестиваля Ирене заняла 12-е место.
1 мая 2015 года она выступила на «Первомайском концерте» перед Латеранской базиликой, на площади Сан-Джованни-ин-Латерано в Риме, вместе с J-Ax, Ноэми, Эмис Килла, Алекс Бритти, Энрико Руджери, Паола Турчи и другими.
В июне 2015 года певица приняла участие в «Summer Festival» с песней Casomai", получив номинацию на премию «Песня лета» от RTL 102.5.

#### 2016—2019: «Amiche in Arena», Санремо 2019 и новый альбом
19 сентября 2016 года Ирене стала одной из приглашенных звёзд на концерте «Amiche in Arena», который состоялся по случаю 40-летия сценической карьеры Лореданы Берте. На концерте Гранди вместе с Джанной Наннини и Эммой исполнила песню «I maschi», также в дуэте с Фьореллой Манноя исполнила «Sally» и «Prima di partire per un lungo viaggio», а в конце вечера вместе Лореданой «Buongiorno anche a te».
8 февраля 2019 года Ирене, в качестве приглашённого артиста, выступила на 69-м Фестивале Санремо в дуэте с Лореданой Берте с композицией «Cosa ti aspetti da me». 31 мая этого же года вышел новый альбом Ирене «Grandissimo», которому предшествовал релиз сингла «I passi dell’amore».

#### 2020: Санремо 2020
31 декабря 2019 года стало известно об участии Ирене в фестивале в Санремо 2020 с композицией «Finalmente Io», которую специально для неё написал Васко Росси. В финальной таблице результатов Ирене занаяла 9-е место.

## Участие вФестивале Санремо
- Санремо Джовани 1993 с «Un motivo maledetto» — прошла квалификацию, что дало ей право принять участие в Фестивале Санремо 1994
- Фестиваль Санремо 1994 с «Fuori» — 4 место в категории новых артистов
- Фестиваль Санремо 2000 с «La tua ragazza sempre» — 2 место
- Фестиваль Санремо 2010 с «La cometa di Halley» — 8 место
- Фестиваль Санремо 2015 с «Un vento senza nome» — 12 место
- Фестиваль Санремо 2020 с «Finalmente io» — 9 место

## Дискография

### Студийные альбомы
- 1994 — Irene Grandi
- 1995 — In vacanza da una vita
- 1997 — Per fortuna purtroppo
- 1999 — Verde rosso e blu
- 2003 — Prima di partire
- 2005 — Indelebile
- 2008 — Canzoni per Natale
- 2010 — Alle porte del sogno
- 2012 — Irene Grandi & Stefano Bollani
- 2015 — Un vento senza nome
- 2018 — Lungoviaggio
- 2019 — Grandissimo (был переиздан в 2020)

### Концертные альбомы
- 2004 — Irene Grandi live '03

### Сборники
- 1998 — Irene Grandi — испаноязычный альбом
- 2001 — Irek
- 2007 — Irenegrandi.hits
- 2012 — Tutto Irene — Cose da Grandi

## Музыкальный коллектив
Текущий состав музыкальной группы Ирене Гранди, сформированный во время тура в 2013 году, состоит из:
- Саверио Ланца — гитара и клавишные
- Пьеро Спитилли — бас-гитара и контрабас
- Фабрицио Морганти — ударные

## Фильмография

### Кино
- Il barbiere di Rio, режиссёра Джованни Веронези (1996)

### Озвучивание
- L’apetta Giulia e la signora Vita (2003) — голос маленькой пчелы Джулии